# Station Portsmouth Harbour
Portsmouth Harbour is een spoorwegstation van National Rail in Portsmouth, Portsmouth in Engeland. Het station is eigendom van Network Rail en wordt beheerd door South Western Railway. Het station is geopend in 1876.